# Abborrtjärnen (Vilhelmina socken, Lappland, 722438-151784)
Abborrtjärnen är en sjö i Vilhelmina kommun i Lappland och ingår i Ångermanälvens huvudavrinningsområde. Sjön har en area på 0,0469 kvadratkilometer och ligger 486 meter över havet. Sjön avvattnas av vattendraget Kalvsjöbäcken.

## Delavrinningsområde
Abborrtjärnen ingår i det delavrinningsområde (722407-151744) som SMHI kallar för Utloppet av Kalvsjön. Medelhöjden är 547 meter över havet och ytan är 5,98 kvadratkilometer. Det finns inga avrinningsområden uppströms utan avrinningsområdet är högsta punkten. Kalvsjöbäcken som avvattnar avrinningsområdet har biflödesordning 3, vilket innebär att vattnet flödar genom totalt 3 vattendrag innan det når havet efter 375 kilometer. Avrinningsområdet består mestadels av skog (86 procent). Avrinningsområdet har 0,41 kvadratkilometer vattenytor vilket ger det en sjöprocent på 6,8 procent.